# Liên đoàn Trắc địa và Địa vật lý Quốc tế
Liên đoàn Trắc địa và Địa vật lý Quốc tế hay Liên đoàn Quốc tế về Trắc địa và Địa vật lý, viết tắt theo tiếng Anh là IUGG (International Union of Geodesy and Geophysics) là một tổ chức phi chính phủ - phi lợi nhuận quốc tế hoạt động trong lĩnh vực nghiên cứu khoa học Trái Đất bằng kỹ thuật địa vật lý và trắc địa.
IUGG được thành lập vào năm 1919.
IUGG là thành viên liên hiệp khoa học của Hội đồng Khoa học Quốc tế (ISC), và của Hội đồng Quốc tế về Khoa học (ICSU) trước đây. Đến nay hơn 100 quốc gia và vùng lãnh thổ tham gia ở Liên đoàn hoặc ở các thành phần, và 60 tổ chức hiệp hội.
Ban thư ký điều hành IUGG đặt tại Potsdam,  Đức. Chủ tịch nhiệm kỳ 2019-2023 là Kathryn Whaler từ Anh Quốc.

## Mục tiêu
Mục tiêu của IUGG là thúc đẩy và phối hợp của các nghiên cứu liên quan đến biểu hiện vật lý, hóa học của Trái Đất. Điều này bao gồm hình dạng hình học, cấu trúc trong, trọng lực, từ trường, động đất, núi lửa, chu trình nước, sông băng, đại dương, khí quyển, tầng điện ly, từ quyển,... của Trái Đất, cũng như của mặt trời, mặt trăng, hành tinh, thiên thể.
IUGG khuyến khích việc áp dụng các kiến thức này cho các nhu cầu của xã hội, như tìm tài nguyên khoáng sản, giảm nhẹ thiên tai và bảo vệ môi trường.

## Các thành viên
IUGG có 8 hiệp hội bán tự trị 
| Viết tắt | Liên hiệp                                            | Tên tiếng Anh                                                                  |
| -------- | ---------------------------------------------------- | ------------------------------------------------------------------------------ |
| IACS     | Hiệp hội Khoa học Băng hà Quốc tế                    | International Association of Cryospheric Sciences                              |
| IAG      | Hiệp hội Trắc địa Quốc tế                            | International Association of Geodesy                                           |
| IAGA     | Hiệp hội Quốc tế về Địa từ và Không gian             | International Association of Geomagnetism and Aeronomy                         |
| IAHS     | Hiệp hội Khoa học Thủy văn Quốc tế                   | International Association of Hydrological Sciences                             |
| IAMAS    | Hiệp hội Quốc tế về Khí tượng và Khoa học Khí quyển  | International Association of Meteorology and Atmospheric Sciences              |
| IAPSO    | Hiệp hội Quốc tế về Khoa học Vật lý Đại dương        | International Association for the Physical Sciences of the Oceans              |
| IASPEI   | Hiệp hội Quốc tế về Địa chấn và Vật lý lòng Trái Đất | International Association of Seismology and Physics of the Earth's Interior    |
| IAVCEI   | Hiệp hội Quốc tế về Núi lửa và Hóa học lòng Trái Đất | International Association of Volcanology and Chemistry of the Earth's Interior |

IUGG có 5 ủy ban để thúc đẩy vấn đề liên ngành 
| Viết tắt | Uỷ ban                          | Tên tiếng Anh                       |
| -------- | ------------------------------- | ----------------------------------- |
| CCEC     | Biến đổi Khí hậu và Môi trường  | Climatic and Environmental Changes  |
| CMG      | Địa vật lý toán                 | Mathematical Geophysics             |
| GRC      | Tai biến địa vật lý và bền vững | Geophysical Risk and Sustainability |
| SEDI     | Nghiên cứu sâu lòng Trái Đất    | Study of the Earth's Deep Interior  |
| UCDI     | Dữ liệu và thông tin            | Data and Information                |
| WGH      | Tổ công tác về Lịch sử          | Working Group on History            |

## Các đối tác
Các đối tác quốc tế lớn bao gồm Liên Hợp Quốc, Hội đồng Khoa học Quốc tế (ISC), và nhiều tổ chức khu vực của khoa học Trái Đất như EGU (European Geosciences Union), Hiệp hội Thiên văn Quốc tế (IAU), OE IAG, các Liên hiệp Hải dương học của IAH (International Association of Hydrologists ?), IAPSO (International Association for the Physical Sciences of the Oceans) và IHO, và Ủy ban Nghiên cứu Vũ trụ (COSPAR - Committee on Space Research).

## Hoạt động
IUGG thực hiện bốn năm một kỳ Đại hội. Các thành viên khoa học cũng như các hội nghị chuyên đề thì tiến hành trong khoảng thời gian xen giữa đại hội.
IUGG theo đuổi nguyên tắc tự do trao đổi thông tin, dữ liệu và kiến thức giữa các quốc gia, và khuyến khích sự tham gia của khoa học không hạn chế bởi tất cả các dân tộc.
| Kỳ       | Năm  | Địa điểm             | Địa điểm     | Nhiệm kỳ  | Chủ tịch            |
| -------- | ---- | -------------------- | ------------ | --------- | ------------------- |
| IUGG 28. | 2023 | Berlin               | Đức          | 2023-2027 | Chris Rizos         |
| IUGG 27. | 2019 | Montreal             | Canada       | 2019-2023 | Kathryn Whaler      |
| IUGG 26. | 2015 | Prague               | Cộng hòa Séc | 2015-2019 | Michael Sideris     |
| IUGG 25. | 2011 | Melbourne            | Úc           | 2011-2015 | Harsh Gupta         |
| IUGG 24. | 2007 | Perugia              | Ý            | 2007-2011 | T. Beer             |
| IUGG 23. | 2003 | Sapporo              | Nhật Bản     | 2003-2007 | U. Shamir           |
| IUGG 22. | 1999 | Birmingham           | Anh Quốc     | 1999-2003 | M. Kono             |
| IUGG 21. | 1995 | Boulder, Colorado    | Hoa Kỳ       | 1995-1999 | P.J. Wyllie         |
| IUGG 20. | 1991 | Vienna               | Áo           | 1991-1995 | H. Moritz           |
| IUGG 19. | 1987 | Vancouver            | Canada       | 1987-1991 | V.I. Keilis-Borok   |
| IUGG 18. | 1983 | Hamburg              | Tây Đức      | 1983-1987 | D. Lal              |
| IUGG 17. | 1979 | Canberra             | Úc           | 1979-1983 | G.D. Garland        |
| IUGG 16. | 1975 | Grenoble             | Pháp         | 1975-1979 | A. Ashour           |
| IUGG 15. | 1971 | Moskva               | Liên Xô      | 1971-1975 | H. Charnock         |
| IUGG 14. | 1967 | Zurich               | Thụy Sĩ      | 1967-1971 | J. Coulomb          |
| IUGG 13. | 1963 | Berkeley, California | Hoa Kỳ       | 1963-1967 | J. Kaplan           |
| IUGG 12. | 1960 | Helsinki             | Phần Lan     | 1960-1963 | V.V. Beloussov      |
| IUGG 11. | 1957 | Toronto              | Canada       | 1957-1960 | J.T. Wilson         |
| IUGG 10. | 1954 | Rome                 | Ý            | 1954-1957 | K.R. Ramanathan     |
| IUGG 9.  | 1951 | Brussels             | Bỉ           | 1951-1954 | S. Chapman          |
| IUGG 8.  | 1948 | Oslo                 | Na Uy        | 1948-1951 | F.A. Vening-Meinesz |
| IUGG 7.  | 1939 | Washington DC        | Hoa Kỳ       | 1946-1948 | B. Helland-Hansen   |
| IUGG 6.  | 1936 | Edinburgh            | Anh Quốc     | 1936-1942 | D. La Cour          |
| IUGG 5.  | 1933 | Lisbon               | Bồ Đào Nha   | 1933-1936 | W. Bowie            |
| IUGG 4.  | 1930 | Stockholm            | Thụy Điển    | 1919-1933 | C. Lallemand        |
| IUGG 3.  | 1927 | Prague               | Tiệp Khắc    | 1919-1933 | C. Lallemand        |
| IUGG 2.  | 1924 | Madrid               | Tây Ban Nha  | 1919-1933 | C. Lallemand        |
| IUGG 1.  | 1922 | Rome                 | Ý            | 1919-1933 | C. Lallemand        |
| TL.      | 1919 | Brussels             | Bỉ           | 1919-1933 | C. Lallemand        |